# Bandeira de Essuatíni
A bandeira nacional de Essuatíni foi adoptada em 6 de outubro de 1968.
O vermelho simboliza as batalhas do seu passado históricos, o amarelo as riquezas naturais do território, enquanto que o azul exprime a ideia de paz. No centro há o brasão troféu de armas que figurava na insígnia do batalhão dos pioneiros suazi.